# Monte Conner
O Monte Conner, também conhecido como Átila ou Artilla, é uma montanha localizada no sudoeste do Território do Norte da Austrália, a 75 quilômetros (47 mi)  ao sudeste do Lago Amadeus, na localidade de Petermann e dentro da fazenda de gado de Curtin Springs na nação Pitjantjatjara,  próxima a região com obras de arte rupestre aborígene denominada Kungkarangkalpa (Seven Sisters). Seu pico chega a 859 metros acima do nível do mar e sua proeminência, a 300 metros acima do terreno à sua volta.

## Geologia

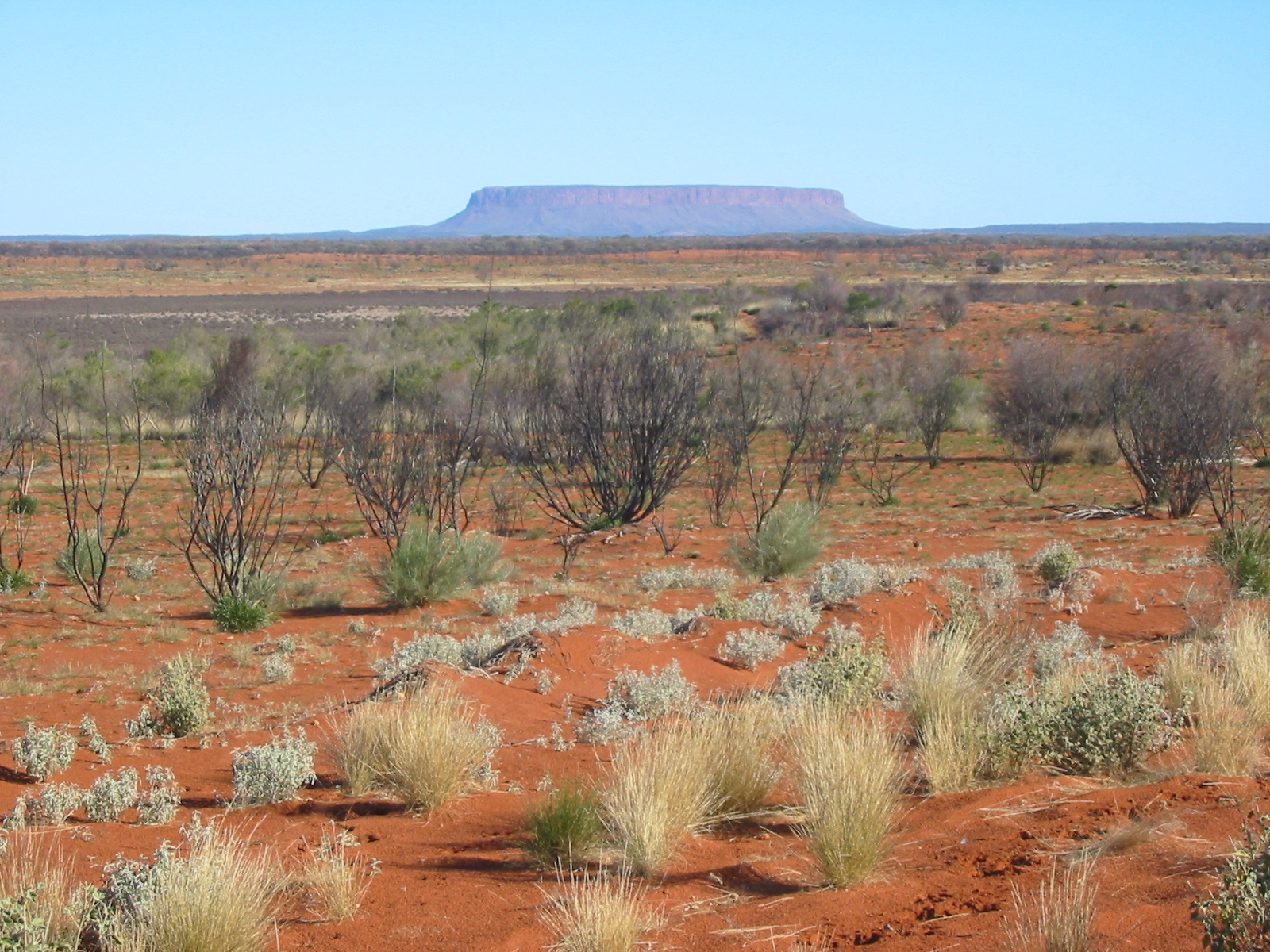
Paisagem com o Monte Conner ao fundo

Os lados do Monte Conner também são cobertos por seixos. A base do Monte Conner é cercada por aluviões.
O cume do Monte Conner, juntamente com os cumes das cúpulas baixas no complexo de Kata Tjuta e o cume de Uluru, é um remanescente erosivo de uma superfície geomórfica cretácea. É considerado um exemplo clássico de um inselberg criado pela erosão dos estratos circundantes.